# Два Ключа
Два Ключа́ (чув. Йӗкӗр Ҫӑл) — деревня в Исаклинском районе Самарской области. Административный центр сельского поселения Два Ключа.

## География
Находится на расстоянии примерно 4 км (по прямой) на юго-юго-восток от районного центра села Исаклы.

## История
Деревня упоминается с 1842 года.

## Население
| 2010 |
| ---- |
| 371  |

Постоянное население составляло 420 человек (чуваши 76%) в 2002 году, 371 человек в 2010 году.